# Grand séminaire de Nîmes
Le Grand séminaire de Nîmes est un ancien établissement d'enseignement supérieur de la ville de Nîmes, dans le département du Gard et la région Occitanie.
Les anciens locaux de l'institution, situés au 22 rue des Chassaintes, font l'objet d'une inscription au titre des monuments historiques depuis 2011.

## Historique
Un premier séminaire fut fondé à Nîmes en 1567, à proximité de l'actuelle église Saint-Charles. Il disparut avec la Révolution en 1789.
Le 25 août 1822, l'évêque de Nîmes fonda le nouveau séminaire diocésain de la ville, au sein d'un édifice construit en 1746 à l'initiative d'Antoine Chassaing. Jusqu'à la Révolution, ce chanoine nîmois y avait conduit une maison de travail de jeunes filles, œuvre de charité connue par la suite sous le nom de « Chassaintes ». Lors de l'installation du grand séminaire en 1822, le bâtiment des Chassaintes fut profondément réaménagé, avec la participation notable des architectes Simon Durant et Gaston Bourdon (1844).
En 1905, à la suite de la loi de séparation des Églises et de l'État, le grand séminaire dut quitter la rue des Chassaintes. Un nouvel édifice fut construit en 1923, rue Salomon Reinach. Ces locaux abritent aujourd'hui la maison diocésaine de Nîmes. Quant aux anciens locaux des Chassaintes, ils accueillirent les archives départementales du Gard de 1911 jusqu'au début des années 2010.